# ناتئ إكليلي للزند
الناتئ الإكليلاني (بالإنجليزية: Coronoid process)‏ هو بروز مثلثي الشكل يمتد للأمام خارجا من الجانب الأمامي القريب من عظم الزند.

## البنيان
- قاعدته مستمرة مع جسم العظم، وذات صلابة فائقة.
- قمّته مدببة ومتقوسة قليلا إلى أعلى، وعند ثني الساعد تدخل في الحفرة الإكليلانية لعظم العضد.
- سطحه العلوي مصقول ناعم ومقعّر، ويشكل الجزء السفلي من الثلمة الهلالية (الثلمة البكرية للزند).
- سطحه السفلي-الوحشي مقعّر، يتميز بانطباع خشن ترتكز عليه العضلة العضدية ، وهناك بروز خشن عند اتصال ذلك السطح مع مقدمة جسم العظم يسمّى : أحدوبة الزند (بالإنجليزية: tuberosity of the ulna)‏ التي يرتكز عليها جزء من العضلة العضدية ، كما أن الحافة الوحشية لها (لأحدوبة الزند) يرتكز فيها رباط : الحبل المائل لمفصل المرفق.
- سطحه الوحشيّ فيه انخفاض مفصلي ضيق ومستطيل هو الثلمة الكعبرية للزند.
- سطحه الإنسيّ ، بحافته الحرة الناتئة، يساعد على ارتكاز جزء من الرباط الجانبي الزندي. في الجزء الأمامي من هذا السطح نتوء مستدير صغير ينشأ منه أصل أحد رؤوس العضلة المثنية السطحية للأصابع ، وخلف هذا النتوء انخفاض ينشأ منه جزء من العضلة المثنية العميقة للأصابع ، و نزولا من هذا النتوء يوجد حرف ينشأ منه أحد رؤوس العضلة الكابة المدورة.
- في كثير من الأحيان، تنشأ العضلة المثنية الطويلة لإبهام اليد من الجزء السفلي للناتئ الإكليلاني بواسطة حزمة جامعة من الألياف العضلية.

## صور إضافية

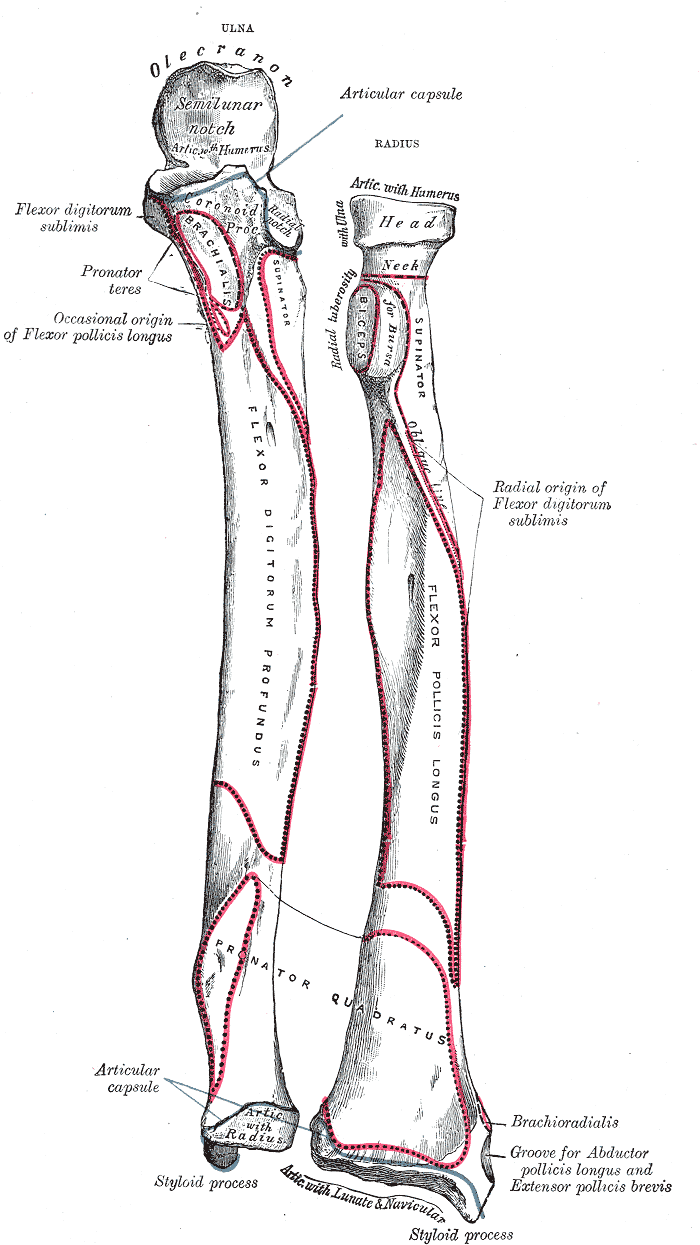
عظم الكعبرة و عظم الزند للساعد الأيسر ، نظرة أمامية. الجزء الأعلى هو القريب (المرفق) والجزء الأسفل هو البعيد (رسغ اليد)
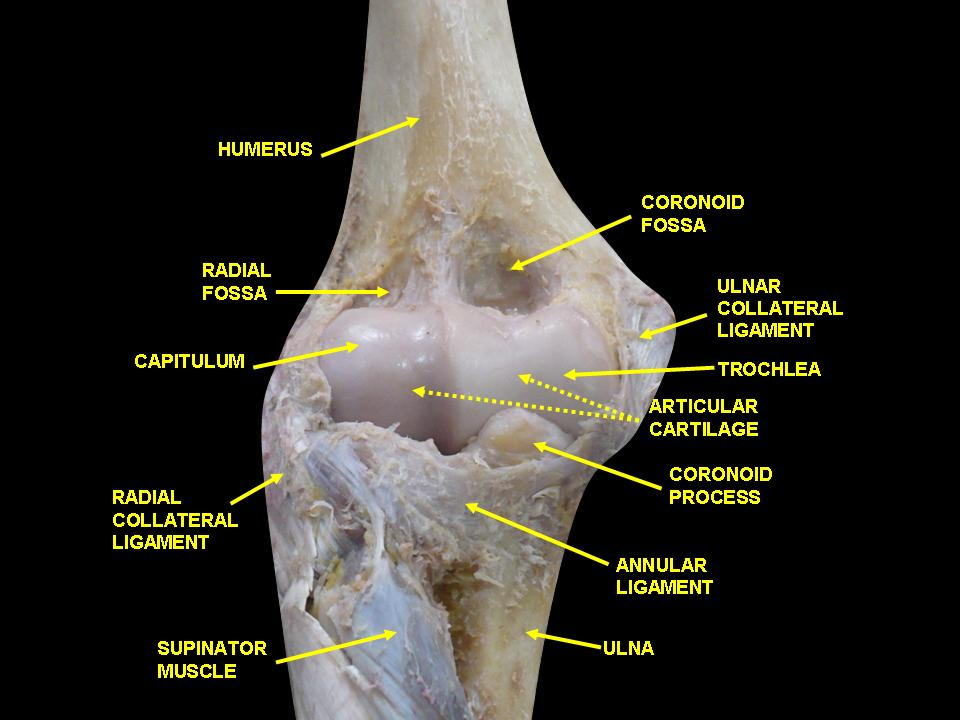
مفصل المرفق من الجهة الوحشية. تشريح عميق.
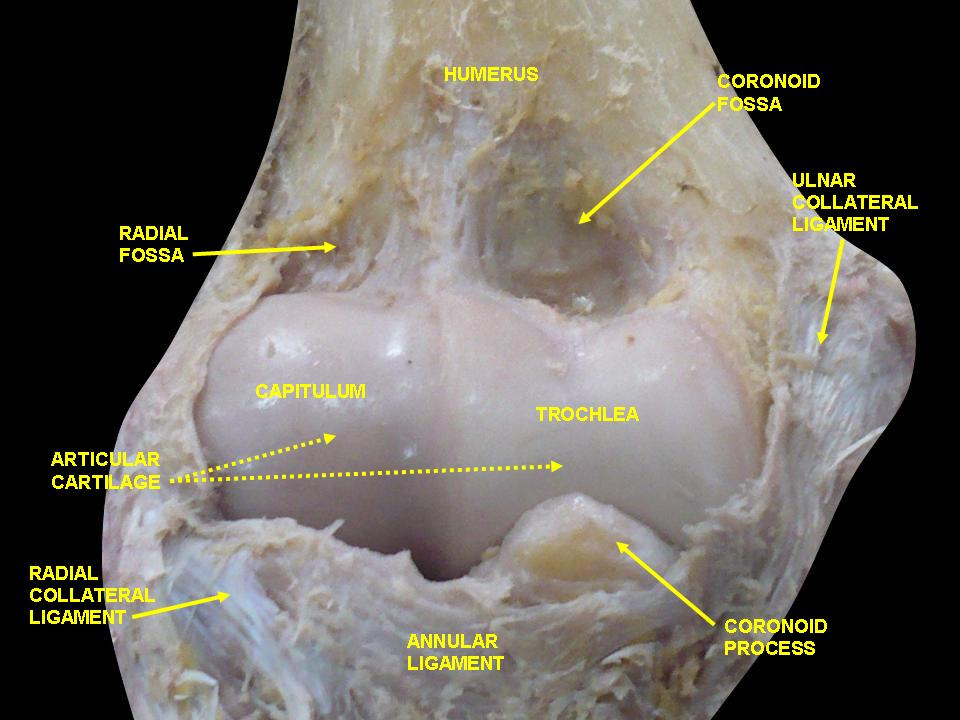
مفصل المرفق من الجهة الوحشية. تشريح عميق.
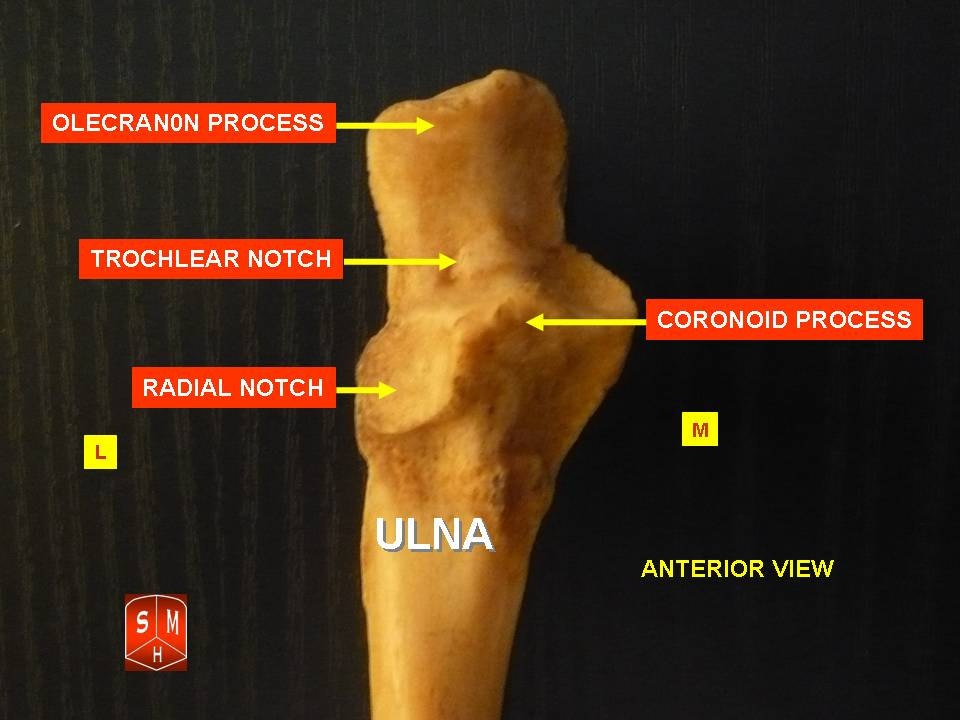
الناتئ الإكليلاني (بالإنجليزية: Coronoid process)‏ مؤشر عليه بالسهم الأيمن.
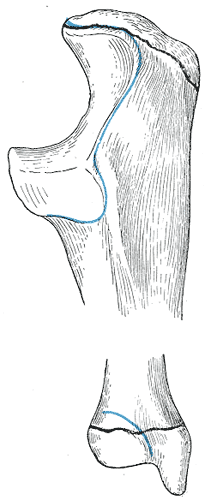
الناتئ الإكليلاني أعلى الصورة.
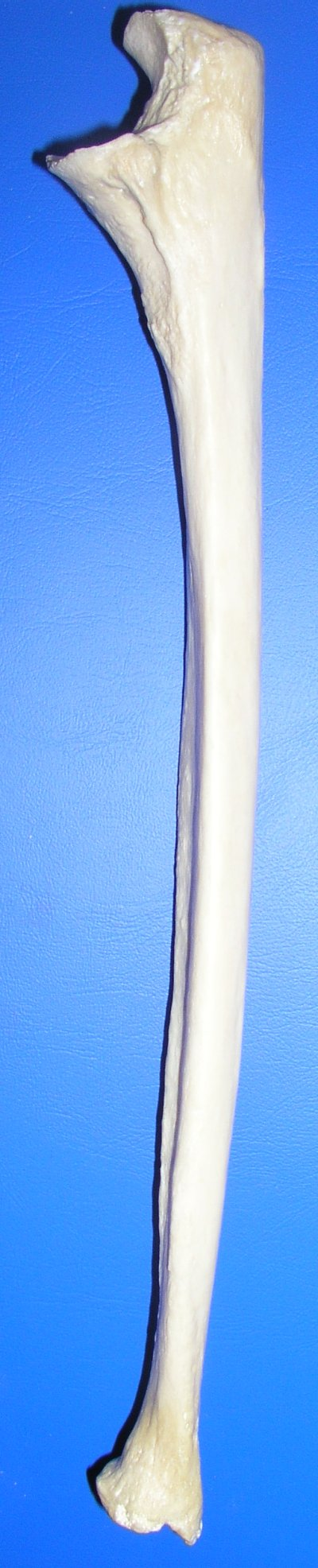
عظم الزند من الجهة الإنسية. الناتئ الإكليلاني أعلى العظم.

## وصلات خارجية
- درسٌ تشريحي حول lesson4bonesofantforearm مُعدٌ بواسطة ويسلي نورمان (جامعة جورجتاون)., درسٌ تشريحي حول radiographsul مُعدٌ بواسطة ويسلي نورمان (جامعة جورجتاون).
- Bioweb at UWLAX Right ulna (anterior - proximal end)
- X-ray at uams.edu